# Alexandru Pliușchin
Alexandru Pliușchin (Chișinău, 13 de gener de 1987) és un ciclista moldau, professional des del 2008.
El 2008 va representar el seu país als Jocs Olímpics de Pequín en la prova en ruta, en què finalitzà en setanta-sisena posició.Al seu palmarès destaquen quatre campionats nacionals de ciclisme en ruta.
El febrer de 2015 va ser suspès pel seu equip el Synergy Baku, a causa d'un resultat positiu per salbutamol. Aquest positiu es va donar durant el Sharjah International Cycling Tour, disputat el novembre del 2014. L'UCI el va suspendre per nou mesos i li va retirar la victòria.

## Palmarès en ruta
- 2005
  - 1r a la Clàssica dels Alps júnior
- 2006
  - 1r al Gran Premi Oberes Fricktal
- 2007
  - 1r al Tour de Flandes sub-23
  - Vencedor d'una etapa del Gran Premi Tell
- 2008
  -  Campió de Moldàvia en ruta
- 2010
  -  Campió de Moldàvia en ruta
- 2011
  -  Campió de Moldàvia en ruta
  - 1r al Duo Normand, amb Artiom Ovetxkin
- 2012
  -  Campió de Moldàvia en ruta
- 2014
  - 1r a la Melaka Chief Minister's Cup
  - 1r al Sharjah International Cycling Tour i vencedor d'una etapa
  - Vencedor d'una etapa del Sharjah International Cycling Tour

### Resultats al Tour de França
- 2010. 108è de la classificació general

## Palmarès en pista
- 2005
  -  Campió d'Europa júnior en Persecució